# Astiphromma indianense
Astiphromma indianense är en stekelart som beskrevs av Lee 1992. Astiphromma indianense ingår i släktet Astiphromma och familjen brokparasitsteklar. Inga underarter finns listade.